# Komborodougou
Komborodougou   ou kogahaest une localité du Nord de la Côte d'Ivoire, et appartenant au département de Korhogo, Région des Savanes. La localité de Komborodougou est un chef-lieu de commune.

## Histoire
Louis-Gustave Binger la traverse, le samedi 26 janvier 1889, et la nomme Koroniodougou. 